# Ngamaba-Mfilou
Ngamaba-Mfilou este un oraș din Republica Congo.